# McLaren M7A
El McLaren M7A y sus variantes M7B, M7C y M7D eran coches de carreras de Fórmula 1, construidos por la escudería británica McLaren y utilizados en el campeonato mundial entre 1968 y 1971. Después de dos años relativamente infructuosos en el mundial, el M7A permitió a la escudería anotarse la primera victoria en el Gran Premio de Bélgica de 1968.
Diseñado por Robin Herd y Gordon Coppuck, el M7A fue el primer McLaren impulsado por el motor Cosworth DFV, que pasó a ser utilizado por el equipo hasta 1983. El M7B tenía tanques de combustible situados exteriormente y el M7C un chasis modificado, mientras que el M7D estaba propulsado por un motor Alfa-Romeo.
El M7A hizo su debut en la segunda carrera de la Temporada 1968 de Fórmula 1. Después de su victoria en Bélgica, obtuvo otras dos victorias ese año, lo que ayudó a colocar a McLaren en segundo lugar del Campeonato de Constructores.

## Antecedentes
Bruce McLaren Motor Racing fue fundada en 1963 por Bruce McLaren, antiguo piloto del equipo oficial Cooper que compitió en Fórmula 1, el nivel más alto de la competición internacional de monoplazas. Desde 1966, McLaren y su equipo habían estado construyendo y compitiendo con sus propioscoches de Fórmula 1. Sus dos primeras temporadas habían sido relativamente infructuosas, con seis puntos anotados (sobre un total de 180 posibles) y un mejor resultado de cuarta. La falta de un motor adecuado causó problemas: los motores V8 Ford y Serenissima del McLaren M2B de 1966 carecían de potencia y el motor V12 BRM del McLaren M5A de 1967 no llegó hasta mediados de temporada.
En 1967, Cosworth debutó con su motor DFV, que se suministró exclusivamente al equipo Lotus. Inmediatamente tuvo éxito, ganó su primera carrera y en 1968 estuvo disponible para su compra por cualquier escudería. McLaren compró cinco motores DFV a un costo de 7500 libras cada uno. El diseñador Robin Herd fue reclutado para el equipo en 1965, antes de lo cual había sido ingeniero aeroespacial en National Gas Turbine Establishment (NGTE), donde trabajó en el proyecto Concorde. Su asistente Gordon Coppuck era otro ex empleado de NGTE. Herd comenzó el diseño del M7A a fines de 1967, pero se fue para unirse a Cosworth antes de su finalización, dejando a Coppuck y Bruce McLaren para completar el trabajo.

## Diseño
El M7A era un monoplaza con motor central y tracción trasera. El chasis era un monocasco tipo bañera (es decir, con la parte superior abierta), construido a partir de 22 planchas de aleaciones de aluminio y paneles de aleaciones de magnesio de calibre 20 pegados y remachados, rigidizados por tres mamparos de acero. El monocasco terminaba detrás del asiento del conductor y el motor se utilizaba como una parte sometida a tensión del chasis, atornillado directamente al mamparo trasero. La caja de cambios se colocó detrás del motor y la suspensión trasera, que constaba de enlaces superiores laterales, brazos radiales gemelos y brazos de control invertidos, se unió a la caja de cambios y al mamparo trasero. La suspensión delantera (con enlaces laterales superior e inferior y brazos radiales) y la columna de dirección se unieron a los dos mamparos delante del conductor. Se emplearon resortes Coilover y amotiguadores Koni montados fuera de la carrocería en la parte delantera y trasera.

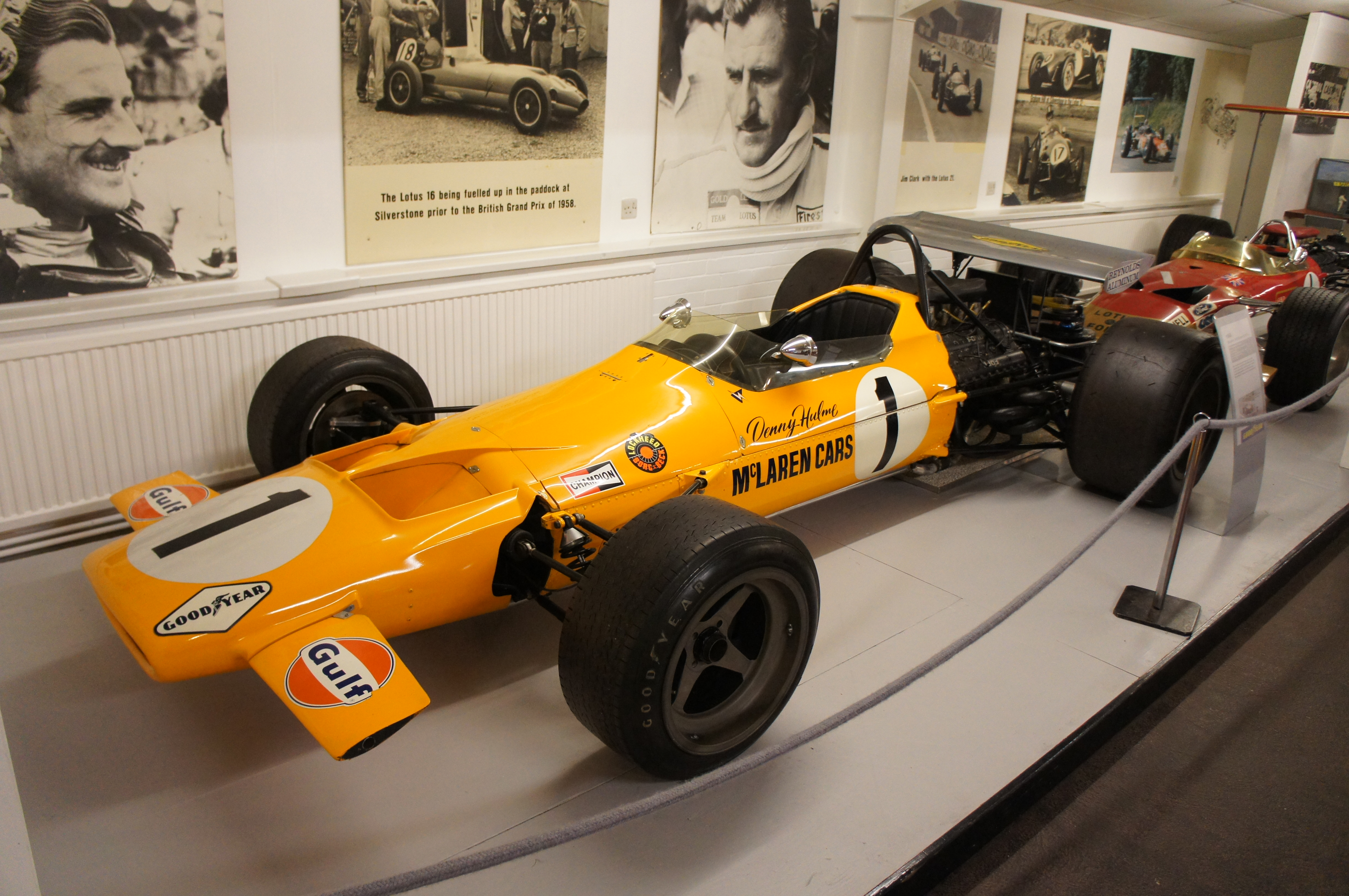
M7A de la Colección Donington

La carrocería exterior estaba formada principalmente por el monocasco, a excepción de la nariz y la cabina, que estaban cubiertas por paneles de plástico reforzado con vidrio (GRP); el motor a veces también tenía una cubierta de GRP. La batalla era de 94 pulgadas (2387,6 mm); la vía delantera medía 58 pulgadas (1473,2 mm) y la trasera 57 pulgadas (1447,8 mm). Pesaba 1140 libras (517,1 kg). Se utilizaron llantas de aleación de magnesio McLaren, con un diámetro de 15 pulgadas (38,1 cm) en la parte trasera y de 15 o, a veces, 13 pulgadas (33,0 cm) en la parte delantera.
El combustible se almacenaba en tanques situados en el costado del chasis, por encima de las piernas del conductor y detrás de su asiento, totalizando una capacidad de 40 galones imperiales (181,8 L). En la mayoría de las carreras no se requería plena capacidad, por lo que el tanque por encima de las piernas del conductor estaba casi vacío. Para las dos primeras carreras del campeonato mundial del M7A, el automóvil de Bruce McLaren estaba equipado con tanques de combustible dispuestos como "alforjas" exteriores en el costado de la cabina. McLaren tenía la teoría de que el manejo de los coches deportivos de carreras era superior al de los monoplazas debido a la distribución del peso de su combustible; los tanques laterales fueron un intento de replicar este diseño. Según el mecánico de McLaren, Tyler Alexander, esta idea se desarrolló en una conversación con el jefe de Lotus, Colin Chapman. Después de que el automóvil se dañara en el Gran Premio de Mónaco de 1968, se reconstruyó sin los tanques laterales.
Los frenos de disco de 10+1/2 de pulgada (26,7 cm) eran inusuales tanto por ser fabricados por Lockheed (cuando la mayoría de los equipos británicos de Fórmula 1 usaban frenos Girling), como por estar ventilados. Los discos ventilados, que tienen un área hueca entre las dos superficies exteriores del disco para contribuir a su enfriamiento, habían sido probados por Lotus, que había sufrido problemas de agrietamiento causados por el calentamiento y enfriamiento rápidos. El equipo McLaren esperaba que al estar bien montados dentro de las ruedas, sus discos mantuvieran una temperatura más constante.
Durante la temporada de 1968 aparecieron por primera vez en los coches de Fórmula 1 los alerones, diseñados para empujar al automóvil y a los neumáticos hacia el suelo, aumentando así la velocidad en las curvas y reduciendo las distancias de frenado. Los equipos experimentaron con varias configuraciones de alerones y el organismo rector del deporte, la FISA, reguló su uso. McLaren había experimentado por primera vez con alerones en su coche de desarrollo de Fórmula 1 M2A en 1965, pero no los usaría en el coche de carreras de la temporada siguiente, el M2B. El M7A y sus variantes usaban una gran variedad de configuraciones de alas, como se describe en la sección de historial de carreras.
El motor DFV, cuyo desarrollo fue financiado por Ford y que fue diseñado y construido por Cosworth, era un motor atmosférico con ocho cilindros dispuestos en V (es decir, un V8) de 90 grados. El bloque estaba hecho de aleación de aluminio y las camisas de los cilindros de hierro. Tenía cuatro válvulas por cilindro, accionadas por doble árbol de levas en cabeza. La refrigeración del motor dependía de un radiador situado en la nariz que ventilaba a través de conductos en la superficie superior de la carrocería, mientras que el lubricante se refrigeraba mediante un radiador montado en la parte superior de la caja de cambios, en la parte trasera. La potencia máxima era de 410 HP (306 kW) a 9000 rpm. La caja de cambios era una Hewland DG300.
Los coches fueron pintados en un tono naranja conocido como papaya; no era un color nacional, pero continuaría usándose en los McLaren de fábrica hasta que se obtuvo el patrocinio de Yardley en 1972.

## Variantes

### M7B
El M7B fue una conversión única de un chasis M7A con el combustible almacenado por debajo y centralmente en tanques integrales a los lados de la cabina. Este fue otro resultado de la teoría de Bruce McLaren sobre la mejora del manejo del automóvil alterando la distribución del peso del combustible. El escritor y exsecretario de McLaren, Eoin Young, dijo que otro propósito de los tanques externos era dejar espacio para un sistema de tracción en las cuatro ruedas.

### M7C
La principal característica distintiva del M7C era su monocasco completamente cerrado que proporcionaba una mayor rigidez a la torsión que el chasis de tipo bañera. Se basó en el automóvil M10A de Fórmula 5000 de McLaren, que a su vez se derivó del M7A. Se construyó solamente uno.

### M7D
El M7D fue encargado por el departamento de competición Autodelta de Alfa Romeo y estaba propulsado por un motor V8 de 3.0 litros del automóvil deportivo T33 de Alfa Romeo. Se dice que el motor producía una potencia máxima de entre 410 HP (306 kW) y 430 HP (321 kW) (la cifra más alta a 10.500 rpm), con buenos niveles de par, pero McLaren descubrió que el rendimiento variaba significativamente entre las unidades. Para acomodar el motor, la distancia entre ejes se alargó a 96 pulgadas (243,8 cm) y se creó un nuevo punto de montaje para el alternador que, a diferencia del DFV, no estaba integrado con el motor. Se construyó un ejemplar, aunque no está claro si se trataba de un nuevo chasis o una reconstrucción del chasis M7B.

## Historia en las carreras

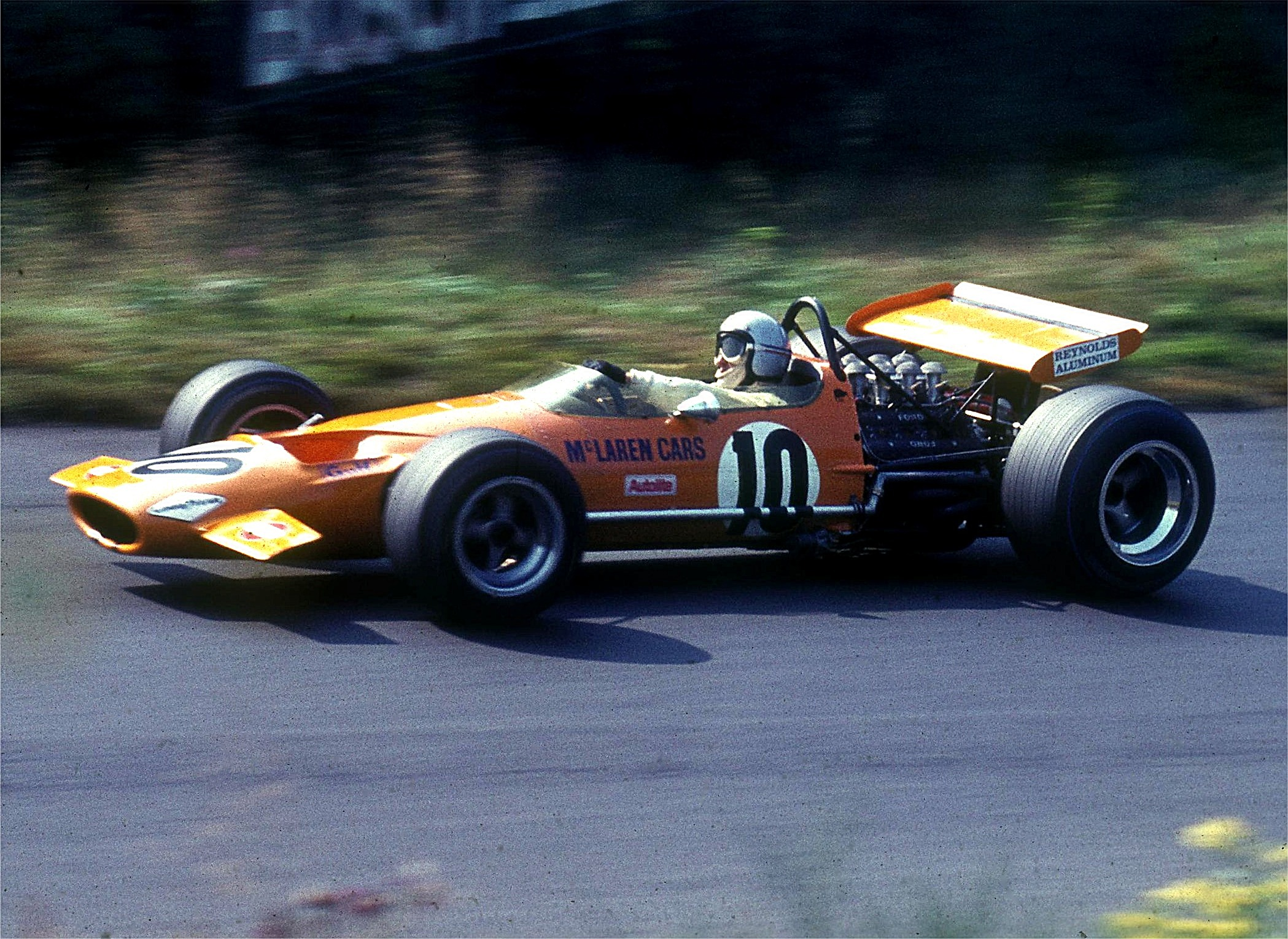
Bruce McLaren en un M7C en el Gran Premio de Alemania de 1969

Para la temporada de Fórmula 1 de 1968, después de dos años de conducir el único coche en competición del equipo, Bruce McLaren se asoció con Denny Hulme. Hulme había sido campeón mundial con el equipo Brabham en 1967 y ese año había corrido para McLaren en la Canadian-American Challenge Cup, una serie de carreras de coches deportivos de América del Norte. Para la primera ronda del campeonato mundial de 1968, el Gran Premio de Sudáfrica, que se celebró en enero, cuatro meses antes de la segunda ronda, solo compitió Hulme, utilizando el M5A para terminar quinto. La primera carrera del M7A fue la Carrera de Campeones en Brands Hatch, que se disputaba según las reglas de la Fórmula 1 pero que no formaba parte del campeonato mundial. Allí, McLaren ganó desde la pole position, mientras que Hulme fue tercero. Otra victoria llegó en el BRDC International Trophy, otra prueba no perteneciente al mundial disputada en Silverstone, esta vez con Hulme terminando primero y McLaren segundo. En el debut en el campeonato del M7A en España, Hulme fue segundo y McLaren se retiró, y en Mónaco McLaren se estrelló y Hulme fue quinto y último. En el Gran Premio de Bélgica, quedaron quinto y sexto en la parrilla. Hulme tomó la delantera y la mantuvo hasta que le falló un eje. McLaren estaba segundo detrás del Matra de Jackie Stewart, pero Stewart tuvo que hacer un pit stop para cargar combustible en la última vuelta, lo que le dio a McLaren la victoria, aunque inicialmente creyó que había terminado segundo. Fue la primera victoria del equipo McLaren en un campeonato mundial y Bruce McLaren se convirtió en el segundo piloto, después de Jack Brabham, en ganar con un coche con su propio nombre; también fue la última victoria de su carrera.
Después de Bélgica, los neumáticos Goodyear de McLaren sufrieron una caída en la competitividad y el equipo y su coche quedaron por detrás de sus rivales Graham Hill en su Lotus y Stewart en su Matra. En el Gran Premio de los Países Bajos McLaren se estrelló y Hulme se retiró por un fallo en el encendido. Después de que Lotus había comenzado a experimentar con alerones en Mónaco y Ferrari y Brabham habían estrenado alerones muy elevados en Bélgica, McLaren instaló un alerón trasero en su coche para el Gran Premio de Francia. Sin embargo, montado sobre la masa suspendida del motor del automóvil, no fue tan efectivo como el ala de Lotus montada sobre los componentes de la suspensión. En Francia, Hulme fue cuarto, y luego quinto en Gran Bretaña, pero ambos coches quedaron fuera de las posiciones con acceso a los puntos en el Gran Premio de Alemania.

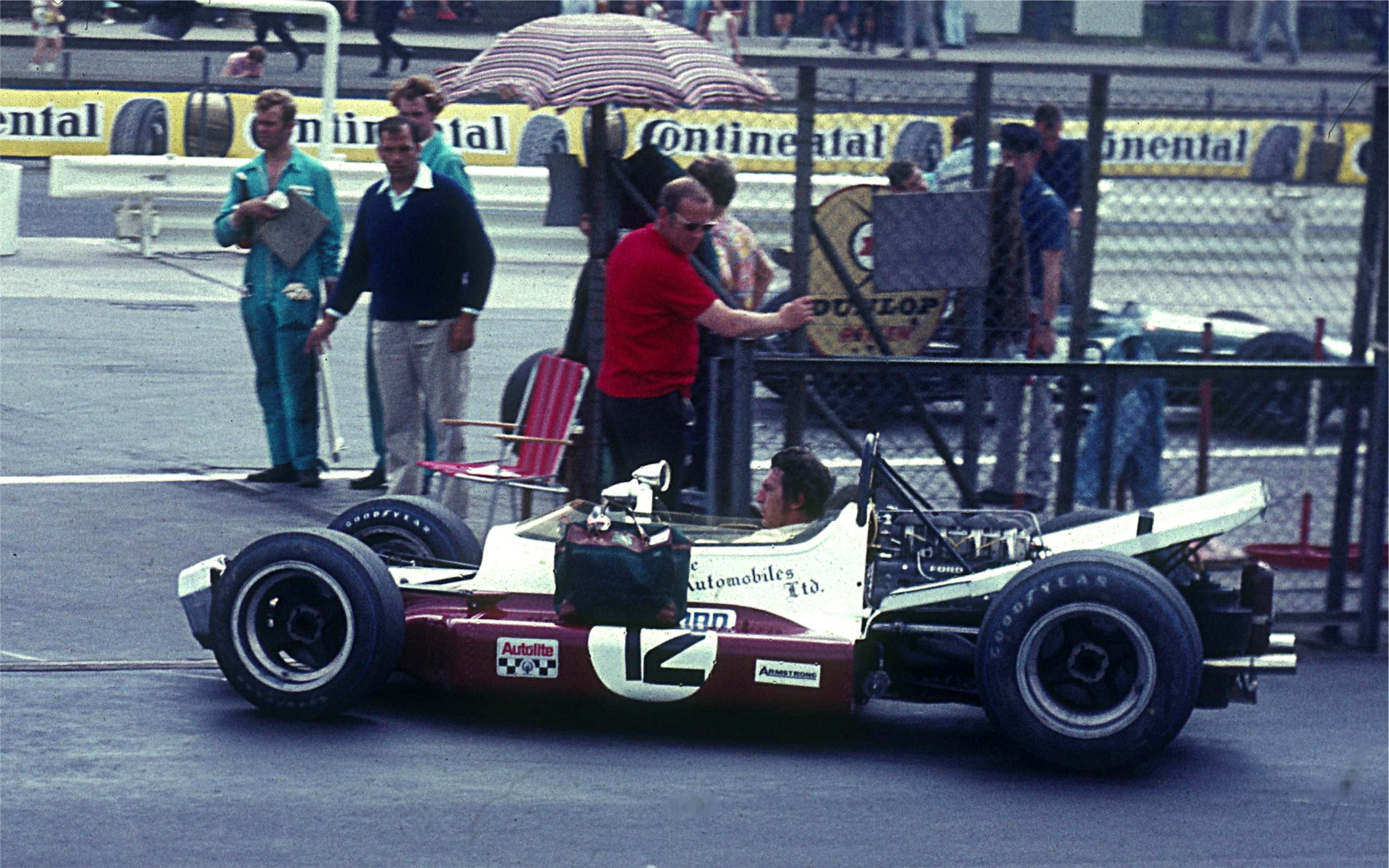
El M7B con Vic Elford al volante en el Gran Premio de Alemania de 1969, en el que se estrelló

Se produjo una mejora en el Gran Premio de Italia, donde los coches corrieron sin alerones y Goodyear trajo su nuevo neumático con especificación G9. McLaren se clasificó en la primera fila y lideró la carrera desde el principio, hasta que tuvo que reducir la velocidad debido a un accidente y fue atrapado por Stewart, Hulme y Jo Siffert en un Lotus, a lo que siguió una batalla con los coches a rebufo. McLaren se retiró con una fuga de aceite a media carrera, pero Hulme ganó la prueba.
Desde el Gran Premio de Canadá en adelante, un tercer M7A fue conducido por Dan Gurney, cuyo equipo All American Racers, para quien Bruce McLaren había conducido durante tres carreras en 1967, se había quedado sin fondos para sus propios coches Eagle. Gurney se retiró por sobrecalentamiento en Canadá, pero Hulme y McLaren prolongaron su éxito al terminar primero y segundo respectivamente, aunque después de que sus rivales más fuertes se hubieran retirado. Entonces, Hulme lideraba conjuntamente el Campeonato de Pilotos a falta de dos carreras. Corrió de manera competitiva en el comienzo del Gran Premio de los Estados Unidos, pero finalmente se retiró tras sufrir un trompo, tener que parar en boxes para reparar el accionamiento de los frenos dañado y un fallo en el eje de salida de la caja de cambios, esta vez tras un choque. McLaren fue sexto y Gurney cuarto. Al inicio de la carrera final en México, Hulme todavía estaba en disposición de defender su título. McLaren terminó segundo allí, pero Hulme se estrelló debido a un amortiguador de suspensión roto, lo que permitió a Hill ganar el Campeonato de Pilotos.

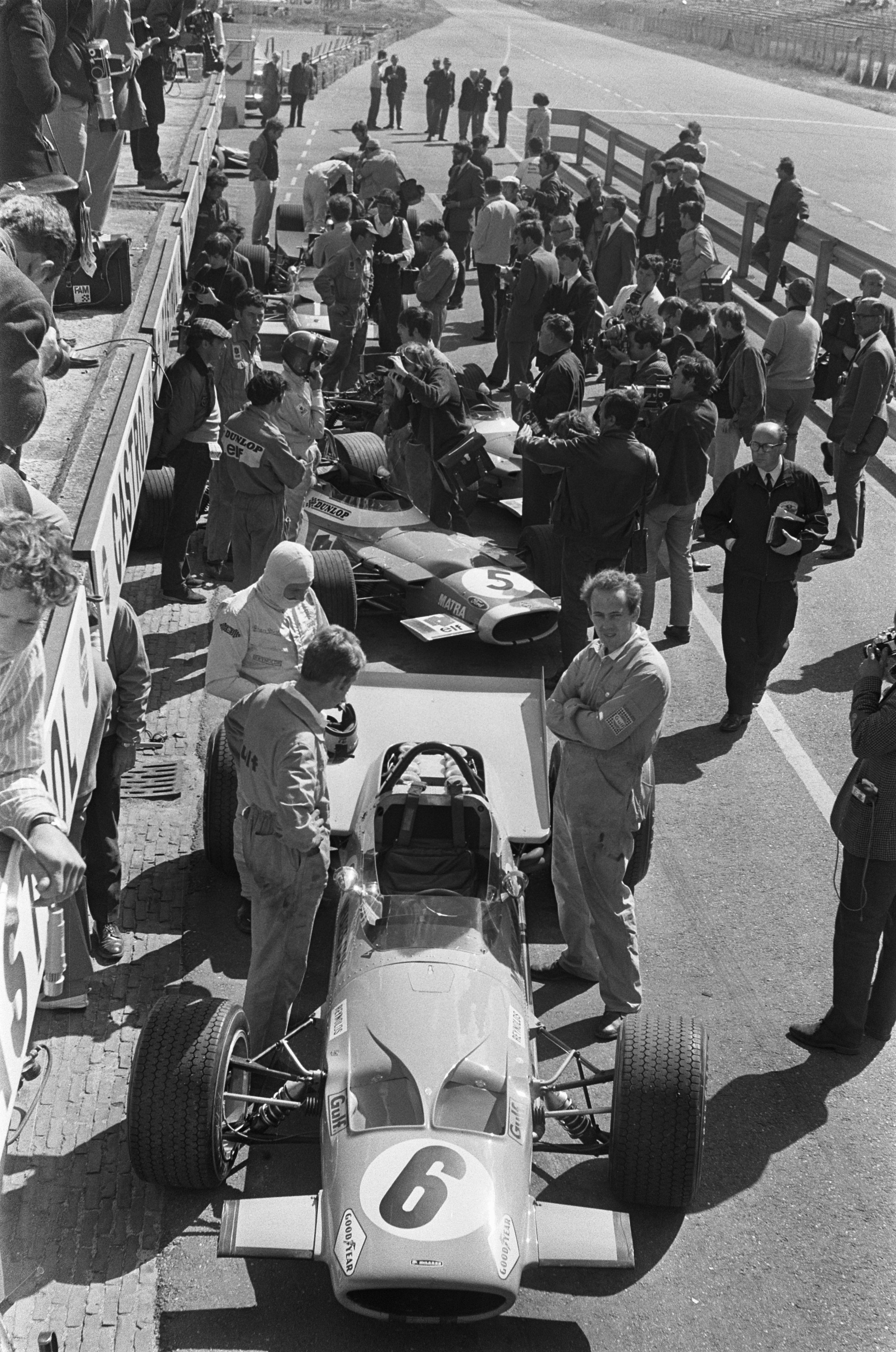
Bruce McLaren (pasamontañas blanco) se prepara para tomar asiento en su M7C, antes del Gran Premio de los Países Bajos de 1969

Para 1969, McLaren mantuvo su plantel de pilotos sin cambios, y diseñó un nuevo automóvil con tracción en las cuatro ruedas, el M9A, pero mientras se preparaba el nuevo coche, continuó con el antiguo. El M9A finalmente no tuvo éxito y apareció solo una vez, pilotado por Derek Bell en el Gran Premio de Gran Bretaña. En el Gran Premio de Sudáfrica Hulme logró un podio con el M7A; Bruce usó la versión M7B y Basil van Rooyen se unió a ambos en otro M7A. En Sudáfrica, los coches de fábrica utilizaban alerones traseros montados directamente en la suspensión sobre puntales altos; y en la Carrera de Campeones, el M7B de Bruce McLaren estaba equipado con un alerón delantero con puntales similar en los ensayos, pero no se usó en la carrera. Hulme fue tercero en la Carrera de Campeones y luego en el BRDC International Trophy Bruce McLaren cambió a la variante M7C. McLaren se clasificó 13.º en la parrilla de salida en el Gran Premio de España, pero aprovechó las caídas y averías de los que estaban delante de él para terminar segundo. En las sesiones de prueba en Mónaco, se agregaron alerones delanteros altos a los coches, pero antes de la carrera, el CSI prohibió las alas por completo. Esto obligó al equipo a conformarse con un pequeño difusor trasero con forma de cola de pato, tras lo que McLaren y Hulme obtuvieron el quinto y el sexto lugar respectivamente. Luego se volvieron a permitir las alas, aunque no se montaron en la suspensión, y al igual que otros equipos que buscaban la mejor solución, McLaren inicialmente optó por un alerón trasero en forma de "bandeja de té" y más tarde por un perfil aerodinámico de montaje bajo más convencional.
Mientras tanto, el equipo Antique Automobiles de Colin Crabbe compró el M7B y Vic Elford lo condujo en el Gran Premio de los Países Bajos, terminando décimo. McLaren fue cuarto, tercero y tercero en los Grandes Premios de Francia, Gran Bretaña y Alemania respectivamente, pero en cada uno de ellos, Hulme, que se clasificó en la primera fila en Francia y Gran Bretaña, tuvo que retirarse por fallos mecánicos. Elford logró su mejor resultado con un quinto puesto en Francia, pero luego se estrelló y destruyó el M7B en el Nürburgring en Alemania. En el Gran Premio de Italia en Monza produjo otra cerrada batalla. Esta vez McLaren terminó cuarto, aunque a solo 0,19 segundos del ganador Stewart. Nuevos problemas de fiabilidad en Canadá y los Estados Unidos impidió a los coches mejorar del quinto puesto. En la carrera de México que finalizó la temporada, Hulme obtuvo la única victoria del año del M7.
Con la presentación de McLaren del nuevo M14A en 1970, el M7 solo tuvo una salida más cuando Dan Gurney usó un M7A en el Gran Premio de Gran Bretaña. El piloto privado John Surtees compró el M7C como medida provisional hasta que su propio automóvil Surtees TS7 estuviera listo. Corrió en cuatro Grandes Premios, retirándose en tres y terminando sexto en el Gran Premio de los Países Bajos. El coche luego cambió de manos para ser pilotado por Jo Bonnier, quien lo usó para dos carreras más ese año. El M7D fue utilizado intermitentemente con el M14D por Andrea de Adamich y Nanni Galli, clasificando y comenzando solo una carrera, el Gran Premio de Francia donde de Adamich terminó sin clasificarse. En 1971, el único participante era Bonnier con su M7C. Lo usó en cinco carreras y tuvo un mejor resultado del décimo lugar en la Gran Premio de Italia.

## Resultados

### Fórmula 1
(Clave) (negrita indica pole position) (cursiva indica vuelta rápida)

| Año     | Equipo                           | Motor                    | Neu. | Pilotos           | 1   | 2   | 3   | 4   | 5   | 6   | 7   | 8   | 9   | 10  | 11  | 12  | 13  | Puntos | Pos. |
| ------- | -------------------------------- | ------------------------ | ---- | ----------------- | --- | --- | --- | --- | --- | --- | --- | --- | --- | --- | --- | --- | --- | ------ | ---- |
| 1968    | Bruce McLaren Motor Racing       | Ford Cosworth DFV 3.0 V8 | G    |                   | RSA | ESP | MON | BEL | NED | FRA | GBR | GER | ITA | CAN | USA | MEX |     | 49     | 2.º  |
| 1968    | Bruce McLaren Motor Racing       | Ford Cosworth DFV 3.0 V8 | G    | Bruce McLaren     |     | Ret | Ret | 1   | Ret | 8   | 7   | 13  | Ret | 2   | 6   | 2   |     | 49     | 2.º  |
| 1968    | Bruce McLaren Motor Racing       | Ford Cosworth DFV 3.0 V8 | G    | Denny Hulme       |     | 2   | 5   | Ret | Ret | 5   | 4   | 7   | 1   | 1   | Ret | Ret |     | 49     | 2.º  |
| 1968    | All American Racers              | Ford Cosworth DFV 3.0 V8 | G    | Dan Gurney        |     |     |     |     |     |     |     |     |     | Ret | 4   | Ret |     | 49     | 2.º  |
| 1969    | Bruce McLaren Motor Racing       | Ford Cosworth DFV 3.0 V8 | G    |                   | RSA | ESP | MON | NED | FRA | GBR | GER | ITA | CAN | USA | MEX |     |     | 38     | 4.º  |
| 1969    | Bruce McLaren Motor Racing       | Ford Cosworth DFV 3.0 V8 | G    | Bruce McLaren     | 5   | 2   | 5   | Ret | 4   | 3   | 3   | 4   | 5   | DNS | DNS |     |     | 38     | 4.º  |
| 1969    | Bruce McLaren Motor Racing       | Ford Cosworth DFV 3.0 V8 | G    | Denny Hulme       | 3   | 4   | 6   | 4   | 8   | Ret | Ret | 7   | Ret | Ret | 1   |     |     | 38     | 4.º  |
| 1969    | Colin Crabbe Antique Automobiles | Ford Cosworth DFV 3.0 V8 | G    | Vic Elford        |     |     |     | 10  | 5   | 6   | Ret |     |     |     |     |     |     | 38     | 4.º  |
| 1969    | Team Lawson                      | Ford Cosworth DFV 3.0 V8 | D    | Basil van Rooyen  | Ret |     |     |     |     |     |     |     |     |     |     |     |     | 38     | 4.º  |
| 1970    | Bruce McLaren Motor Racing       | Alfa Romeo 3.0 V8        | G    |                   | RSA | ESP | MON | BEL | NED | FRA | GBR | GER | AUT | ITA | CAN | USA | MEX | 0      | 9.º  |
| 1970    | Bruce McLaren Motor Racing       | Alfa Romeo 3.0 V8        | G    | Andrea de Adamich |     | DNQ | DNQ |     |     | NC  | DNS |     |     |     |     |     |     | 0      | 9.º  |
| 1970    | Bruce McLaren Motor Racing       | Alfa Romeo 3.0 V8        | G    | Nanni Galli       |     |     |     |     |     |     |     |     |     | DNQ |     |     |     | 0      | 9.º  |
| 1970    | Ecurie Bonnier                   | Ford Cosworth DFV 3.0 V8 | G    | Jo Bonnier        |     |     |     |     |     |     |     |     |     | DNQ |     | Ret |     | 35     | 5.º  |
| 1970    | Team Surtees                     | Ford Cosworth DFV 3.0 V8 | F    | John Surtees      | Ret | Ret | Ret |     | 6   |     |     |     |     |     |     |     |     | 35     | 5.º  |
| 1971    | Ecurie Bonnier                   | Ford Cosworth DFV 3.0 V8 | G    |                   | RSA | ESP | MON | NED | FRA | GBR | GER | AUT | ITA | CAN | USA |     |     | 10     | 6.º  |
| 1971    | Ecurie Bonnier                   | Ford Cosworth DFV 3.0 V8 | G    | Jo Bonnier        | Ret |     |     |     |     |     | DNQ | DNS | 10  |     | 16  |     |     | 10     | 6.º  |
| 1971    | Ecurie Bonnier                   | Ford Cosworth DFV 3.0 V8 | G    | Helmut Marko      |     |     |     |     |     |     | DNS |     |     |     |     |     |     | 10     | 6.º  |
| Fuente: |                                  |                          |      |                   |     |     |     |     |     |     |     |     |     |     |     |     |     |        |      |

### Carreras fuera del campeonato
(Clave) (negrita indica pole position) (cursiva indica vuelta rápida)

| Año  | Equipo                     | Motor                    | Neu. | Pilotos           | 1   | 2   | 3   | 4   | 5   | 6   | 7   | 8   |
| ---- | -------------------------- | ------------------------ | ---- | ----------------- | --- | --- | --- | --- | --- | --- | --- | --- |
| 1968 | Bruce McLaren Motor Racing | Ford Cosworth DFV 3.0 V8 | G    |                   | ROC | INT | OUL |     |     |     |     |     |
| 1968 | Bruce McLaren Motor Racing | Ford Cosworth DFV 3.0 V8 | G    | Bruce McLaren     | 1   | 2   | DNP |     |     |     |     |     |
| 1968 | Bruce McLaren Motor Racing | Ford Cosworth DFV 3.0 V8 | G    | Denny Hulme       | 3   | 1   | DNP |     |     |     |     |     |
| 1969 | Bruce McLaren Motor Racing | Ford Cosworth DFV 3.0 V8 | G    |                   | ROC | INT | MAD | OUL |     |     |     |     |
| 1969 | Bruce McLaren Motor Racing | Ford Cosworth DFV 3.0 V8 | G    | Bruce McLaren     | Ret | 6   |     |     |     |     |     |     |
| 1969 | Bruce McLaren Motor Racing | Ford Cosworth DFV 3.0 V8 | G    | Denny Hulme       | 3   | Ret |     |     |     |     |     |     |
| 1970 | Bruce McLaren Motor Racing | Alfa Romeo 3.0 V8        | G    |                   | ROC | INT | OUL |     |     |     |     |     |
| 1970 | Bruce McLaren Motor Racing | Alfa Romeo 3.0 V8        | G    | Andrea de Adamich |     | DNP |     |     |     |     |     |     |
| 1970 | Bruce McLaren Motor Racing | Ford Cosworth DFV 3.0 V8 | G    | Peter Gethin      | 6   |     |     |     |     |     |     |     |
| 1970 | Bruce McLaren Motor Racing | Ford Cosworth DFV 3.0 V8 | G    | Reine Wisell      |     | 5   |     |     |     |     |     |     |
| 1971 | Ecurie Bonnier             | Ford Cosworth DFV 3.0 V8 | G    |                   | ARG | ROC | QUE | SPR | INT | RIN | OUL | VIC |
| 1971 | Ecurie Bonnier             | Ford Cosworth DFV 3.0 V8 | G    | Carlos Reutemann  | 3   |     |     |     |     |     |     |     |
| 1971 | Ecurie Bonnier             | Ford Cosworth DFV 3.0 V8 | G    | Jo Bonnier        |     | DNP |     |     |     |     |     |     |
| 1971 | A.G. Dean                  | Chevrolet 5.0 V8         | ?    | Tony Dean         |     |     |     |     | 7   |     |     |     |

## Videojuegos
- En 2005, se lanzó una réplica manejable y detallada del McLaren M7B como parte del '69 Mod' gratuito para la simulación de carreras basada en PC Grand Prix Legends.